# نئوهلس پریودوس
نئوهلس پریودوس (به انگلیسی: Neohesperidose) با فرمول شیمیایی C۱۲H۲۲O۱۰ یک ترکیب شیمیایی با شناسه پاب‌کم ۴۴۱۴۲۶ است. که جرم مولی آن ۳۲۶٫۲۹ g/mol می‌باشد. 